# Undervisning
Undervisning är meddelande av kunskaper och en typ av utbildning; den är i regel lärarledd. Enligt den statliga skollagskommittén (SOU 2002:121) så är undervisning: "Sådana målstyrda processer som under lärares ledning syftar till inhämtande av kunskaper och värden". 
I god undervisning bör enligt Tomas Kroksmark ingå följande:
1. Intention, avsikt. Det skall finnas kunskaps- eller värdemål som är kända för de inblandade och som går att stämma av emot. 
2. Interaktivitet. Det man ska lära bearbetas i ett växelspel på minst två sätt, till exempel lyssna, skriva och diskutera.
3. Intersubjektivitet. Kommunikation mellan minst två personer, till exempel man får skriftlig eller muntlig respons.
4. Lärande sker eller den lärande har intention att lära.